# Kawanishi H6K
El Kawanishi H6K era un hidrocanoa cuatrimotor de la Armada Imperial Japonesa  utilizado durante la Segunda Guerra Mundial para tareas de patrulla marítima de largo alcance, designado  Hidrocanoa de la Armada Tipo 97 Modelo I (九七式大型飛行艇). Nombre código aliado Mavis

## Historia, diseño y desarrollo
El avión fue diseñado en respuesta a un requerimiento de la Armada Imperial de 1934 para un hidrocanoa de largo alcance e incorporó el conocimiento obtenido por un equipo de la compañía Kawanishi que visitó la factoría Short Brothers en Irlanda del Norte, en ese momento uno de los principales productores mundiales de hidrocanoas, y de la experiencia obtenida de la construcción del Kawanishi H3K , una versión ampliada y desarrollada bajo licencia del Short S.8/8 Rangoon. Se solicitó un hidrocanoa de altas prestaciones con una velocidad de crucero de 220 km/h y una autonomía de 4500 km. Kawanishi presentó los diseños de dos tipos de hidrocanoas monoplanos con tres y cuatro motores denominados modelos Q e I; la Armada solicitó la revisión del Modelo I y la firma respondió con el designado como Kawanishi Tipo S. Era un gran monoplano construido en metal con un delgado casco de dos redientes y doble deriva que estaba suspendido debajo de un ala de tipo parasol por dos puntales en cada ala. El prototipo estaba propulsado por cuatro motores radiales de 9 cilindros con hélices tripala Nakajima Hikari de 820 hp colocados en línea en la sección central del ala. Fue el hidroavión de mayor envergadura (40 m) del Japón durante la Guerra del Pacífico oriental.
Este prototipo realizó su primer vuelo el 14 de julio de 1936, y en las primeras evaluaciones se comprobó que necesitaba ciertas modificaciones en el casco para mejorar sus prestaciones en el agua. Realizadas estas, en las posteriores pruebas, se consideró que tanto su comportamiento en el agua como de vuelo eran satisfactorias, pero adolecía de falta de potencia motriz. A este aparato, le siguieron otros tres prototipos y dos de ellos y el primero fueron remotorizados  con los más potentes Mitsubishi Kinsei 43 de 14 cilindros en doble estrella y una potencia de 1.000/1.080 hp. 
El "Mavis" estaba artillado con cuatro Tipo 92 (en una torreta delantera, en dos cabinas acristaladas de burbuja en los costados del casco y en una posición dorsal descubierta) y un cañón Cañón automático Tipo 99 20 mm en la torreta de cola

## Historial operativo
En 1938, el Kawanishi H6K1 dotado con motores Kinsei 43 con una potencia de 1.000 hp, tuvo su primer despliegue operacional interviniendo en la segunda guerra sino-japonesa donde efectuaron labores de reconocimiento, patrulla, bombardeo y transporte. A este modelo se le denominó H6K1 tipo 97, modelo 1.
En 1938, unas 18 unidades fueron usadas en transporte civil de lujo por la aerolínea Dai Nippon Koku K.K. , y fue denominado H6K2-L. Estas unidades operaron las rutas Yokohama - Saipán - Koror (Palaos) - Timor , Saigón-Bangkok - Saipán - Truk -Ponape - Jaluit . 
En diciembre de 1941, el Kawanishi H6K4 tipo 97 era el único hidrocanoa de largo alcance con que contaba la armada japonesa (66 unidades) al momento en que entró en guerra con Estados Unidos.

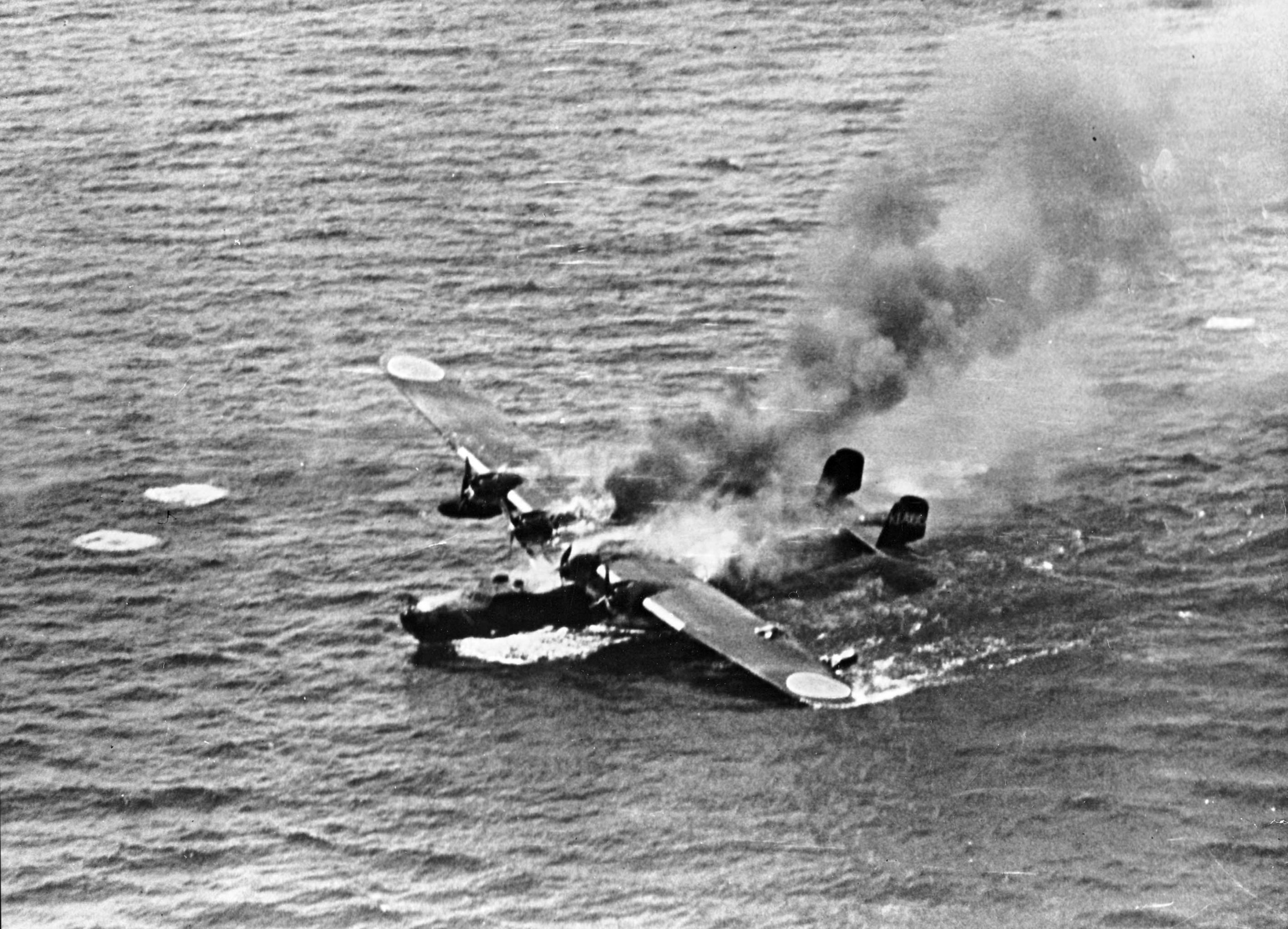
Un Kawanishi H6K derribado (1944)

Inicialmente al comienzo de la guerra, se contaba con la versión H6K4  los cuales desempeñaron labores de reconocimiento aéreo, transporte de oficiales de alto rango (tipo L).También asumió funciones como bombardero (1.000 kg de bombas) de baja cota y torpedero transportando dos torpedos de 533 mm bajo su empenaje. Más tarde y después de varias pérdidas por derribos, se desarrolló la versión H6K5, con mejoras en el blindaje y capacidad autosellante en su depósitos, dotado de una torreta dorsal y motores Kinsei 51 o 53 mucho más potentes (1.300 hp); de esta variante solo se construyeron 36 unidades hasta 1942 siendo reemplazados en los inicios de 1943 por el Kawanishi H8K2 "Emily". Eran relativamente resistentes a los impactos a pesar de su pobre blindaje, pero a finales de 1942 a medida que aparecieron cazas enemigos de nueva generación, se tornaron muy vulnerables por lo que fue relegado a otras tareas como transporte de tropa (18 soldados pertrechados) y reconocimiento en áreas donde se suponía habría escasa oposición .
Inicialmente sirvieron en los grupos aéreos (Kokutai) 8º, 14º y 801º  en el área de las Indias Orientales Neerlandesas y operaron ampliamente sobre Australia; al final de la guerra las unidades sobrevivientes fueron relegadas a Tokio y Yokohama. 
En 1948, en la República de Indonesia, un ejemplar restaurado del tipo H6K5 operó como transporte para el Air Service Volunteer Corps durante la Revolución indonesia .

## Variantes
H6K1
Designación de los tres prototipos después de la instalación de los motores Mitsubihi Kinsei 43 de 1.000 hp
H6K2
Primer modelo de producción similar al H6K1 con ligeras variaciones de equipo; 10 unidades construidas
H6K3
Designación de dos H6K2 completados como transportes VIP
H6K4
Principal versión de serie con armamento mejorado, la mayoría con motores Mitsubishi Kinsei 46 694 kW (930 hp) a partir de agosto de 1941. Capacidad de combustible ampliada; 127 unidades construidas
H6K2-L
Versión de transporte desarmada del H6K4; Dai Nippon Koku K.K. recibió 18 aparatos con capacidad para 18 plazas; 16 construidos
H6K4-L
Versión de transporte desarmada del H6K4, similar al H6K2-L con motores Mitsubishi Kinsei 46; 20 unidades construidas y dos convertidas del H6K4
H6K5
Versión final de serie con motores Mitsubishi Kinsei 51 o 53 de 969 kW (1.300 hp) y una nueva torreta superior; 36 unidades construidas

## Especificaciones técnicas (H6K5)

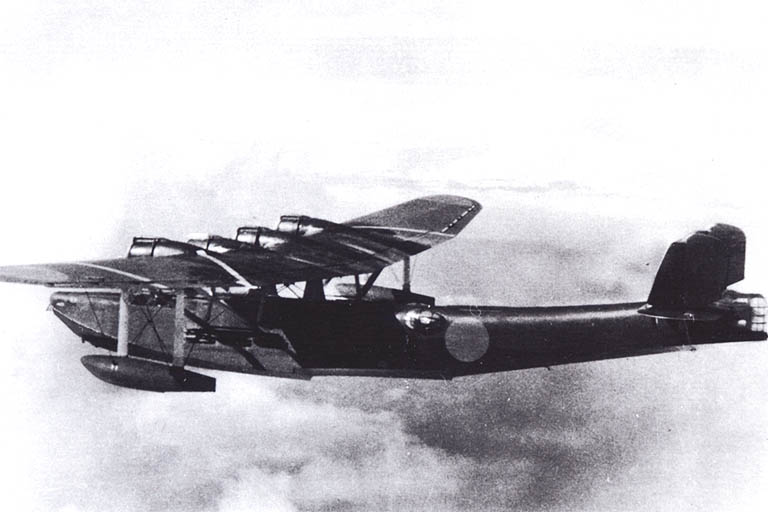
Kawanishi H6K Mavis portando bombas bajo sus alas

Referencia datos: Enciclopedia Ilustrada de la Aviación Vol. 9 pag 2235

### Características generales
- Tripulación: 9
- Longitud: 25,63 m
- Envergadura: 40 m
- Altura: 6,27 m
- Superficie alar: 170 m²
- Peso vacío: 12.380 kg
- Peso máximo al despegue: 23.000 kg
- Planta motriz: 4× Radial de 14 cilindros en doble estrella enfriado por aire Mitsubishi Kinsei 51 o 53.
  - Potencia: 1 kW (1 HP; 1 CV) cada uno.
- Hélices: Tripala metálica
- Diámetro de la hélice: 3,10 m

### Rendimiento
- Velocidad nunca excedida (Vne): 385 km/h
- Velocidad crucero (Vc): 255 km/h (158 Mph)
- Alcance: 4.870 km / 6.670 km (máxima)
- Radio de acción: km
- Alcance en combate: km
- Alcance en ferry: km
- Techo de vuelo: 9.560 m
- Régimen de ascenso: 370 m.p.min

### Armamento
- Ametralladoras: 4× Tipo 92 de 7,70 mm Arisaka

- Cañones: 1× cañón automático Tipo 99 20 mm
- Bombas: 1.000 kg
- Otros: Torpedos 2 x 533 mm (800 kg)

### Desarrollos relacionados
- Short Rangoon
- Kawanishi H3K

### Aviones de función, configuración y época comparables
- Aichi H9A
- Blackburn Sydney
- Breguet 730
- Consolidated PBY Catalina
- Dornier Do 24
- Latécoère 300
- Lioré et Olivier LeO H-47
- Potez-CAMS 141

## Anexos
- Anexo: Hidroaviones y aviones anfibios
- Anexo:Aviones de la Armada Imperial Japonesa

## Operadores
Indonesia
- Cuerpo de Voluntarios del Servicio Aéreo - Un único H6K5 fue reparado y utilizado durante la Revolución indonesia

 Japón
- Armada Imperial Japonesa
- Dai Nippon Koku K.K.